# Bellitudo hispaniolae
Bellitudo hispaniolae là một loài côn trùng cánh nửa trong họ Aleyrodidae, phân họ Aleyrodinae.
Bellitudo hispaniolae được Russell miêu tả khoa học đầu tiên năm 1943.